# Калка Жапсарбаєв
Калка Жапсарбаєв (каз. Қалқа Жапсарбаев; 1886 — 26 січня 1975) — казахський акин, поет і композитор. Народний акин Казахської РСР (1961).

## Біографія
Калка Жапсарбаєв народився в 1886 році в аулі Мукри на однойменній річці (нині в Коксуському районі Алматинської області Казахстану) в бідній селянській родині. В юності наймитував на багатих казахських і російських селян, виступав у культурно-пропагандистських бригадах (1938-1945). У 1920 році вступив до комітету бідноти, в 1930 році — в колгосп. Пізніше став артистом Каратальського колгоспно-радгоспного театру, виступав у культурно-пропагандистських бригадах (1938-1945).
Був членом КПРС. Називав Леніна «Променем світла життя нового, джерелом генія і мудрості».
Почав писати пісні і вірші ще в молодості. Вчив вірші акинів Кабана, Кидирали, Вактибая. Отримав популярність, роз'їжджаючи аулами і виступаючи в айтисах. Змагався з акинами Омарбеком, Курамою, Апежеком, Кайракбаєм, Кененом. З приходом радянської влади набув популярності у всій республіці, його пісні записувалися і публікувалися в пресі. Виступав на сцені з імпровізаціями на актуальні теми. Серед його творів поеми: «Шаймерден», «Мусабек», «Мудра дівчина». Видавалися збірники його поем і пісень «Сеңгірбаев Мұсабек» (1951), «Жайқоңыр» (1959), «Өлендер, айтыстар, дастандар» (1962), «Жетісу жырлары» (1970), «Елім, сені жырладым» (1996).
Одним з найвідоміших творів є пісня акина «Калка».
Помер 26 січня 1975 року в рідному селі.

## Пам'ять
У рідному селі Мукри в честь Калки Жапсарбаєва названі вулиця, школа та будинок культури, йому встановлено пам'ятник. У 2010 році село Мукри в честь Жапсарбаева перейменовано в Акин Калка

## Нагороди
- Народний акин Казахської РСР (1961)
- Орден «Знак Пошани» (1945)

## Твори
- Жапсарбаев Қ. Песня счастья: Стихи, дастаны, айтысы. — АлмаАта: Жазушы, 1986.